# Le Repaire du loup
Le Repaire du loup est le quatrième tome de la série Lefranc écrit par Jacques Martin et dessiné par Bob de Moor, prépublié dans Tintin belge 21 avril 1970 au no 38 du 8 septembre 1970 – en France no 1121 du 23 avril 1970 au no 1143 du 24 septembre 1970, avant d'être édité en 1974 par Casterman.

## Résumé
Le village de Saint-Loup situé dans la montagne valaisanne est victime d'une série d’attentats, tous accompagnés d'un rire sinistre et signés par un graffiti représentant le faciès d'un loup. Au début de l'intrigue, les malfrats font sauter le pont des Diablons, coupant ainsi le village du monde. Le maire, Serge Valadin, annonce cependant ne pas vouloir recourir à la police. Il a plutôt choisi de faire appel au journaliste ayant résolu le Mystère Borg. 
Lefranc est arrivé à Saint-Loup juste avant que la route ne soit coupée. En se promenant, il remarque, perché au sommet d'une montagne, le mont des Diablons, une grande bâtisse. Le maire lui explique que c'est un hôtel, édifié pour un anglais qui espérait aménager une station de sports d'hiver au sommet des Diablons mais que la construction a ruiné car l'autorisation de relier le village à l’hôtel et aux pistes par un téléphérique n'est jamais arrivée. Lefranc décide de visiter les lieux en escaladant la face la plus escarpée du mont. Le soir venu, il remarque que de la fumée sort des cheminées de l’hôtel. 
Le lendemain, l'escalade se termine mal en raison d'un attentat qui provoque un éboulement. Lefranc s'en sort miraculeusement et est secouru par les villageois. Le soir, un nouvel attentat provoque la chute de la cloche de l'église ; ce qui persuade Lefranc d'essayer une nouvelle fois de visiter l’hôtel. La neige commence à tomber et le maire propose au journaliste d'emprunter un télésiège pour gagner du temps. Lefranc part avec deux guides de Saint-Loup. Voyant le dessin du loup sur un poteau de la remontée, les trois hommes sautent du télésiège. Et bien leur en fait car le rire sinistre retentit cependant que le câble de l'appareil casse, détruit par un nouvel attentat. La cordée s'enfonce alors dans la montagne mais les deux guides, face à la menace d'une tempête, renoncent. Lefranc poursuit seul et arrive à l'hôtel. Les années ont passé et la bâtisse est en piteux état. Lefranc y découvre deux jeunes anglais, Belinda et Roy, qui avouent être les auteurs des attentats. Ils expliquent au journaliste être les enfants de Howard Hearn, l'anglais ayant fait construire l’hôtel. Roy explique aussi que son père adorait la région de Saint-Loup et s'y était installé, avec sa famille, dans un chalet du village, avec le projet de construire une station de sports d'hiver au sommet du mont des Diablons. Mais le projet butte rapidement sur l'autorisation administrative de construire un téléphérique entre Saint-Loup et l’hôtel des Diablons. Roy poursuit son récit et indique que Serge Valadin avait proposé à leur père de demander, au nom de la commune, l'autorisation administrative, ce moyennant le paiement par anticipation de la remontée. Puis Roy révèle que Valadin avait détourné la demande au profit de la construction d'un télésiège. Howard Hearn découvre fortuitement la forfaiture. Ruiné et ne sachant plus quoi faire, il se suicide. Madame Hearn et ses deux enfants, Belinda et Roy, quittent alors le village. 
Peu après Madame Hearn meurt de chagrin. Belinda, Roy et leur cousin, Stirling Hiss, décident de se venger. Stirling Hiss se fait embaucher sur le chantier d'un barrage voisin et s'installe, avec Belinda et Roy, dans l’hôtel. Et les attentats commencent. Hiss arrive et pense que Belinda et Roy l'ont trahi. Il tire sur Lefranc mais Belinda s'interpose et est blessée. Hiss prend alors la fuite à ski. Il est poursuivi par le journaliste. La piste est tellement escarpée qu'Hiss, skieur amateur, fait une chute mortelle. Avant de décéder, il confie à Lefranc avoir déposé une bombe au sein de la paroi du barrage. Le journaliste redescend alors au village d'où il téléphone au barrage pour faire désamorcer l'engin. Puis, il exige de Valadin qu'il rembourse l'argent volé aux anglais et ne les dénonce pas à la justice. Peu après, Belinda et Roy arrivent à Saint-Loup pour que la jeune fille y soit soignée. 
Le lendemain, Valadin rembourse aux deux Anglais les sommes volées. Le pont ayant été reconstruit, Lefranc prend sa voiture et quitte le village avec Belinda et Roy. Il retrouve Jeanjean et le commissaire Renard au pied du nouveau pont.

## Personnages
- Guy Lefranc
- Serge Valadin : maire du village de Saint-Loup
- Marcel Gritz : gérant d'une boutique d'articles de sports et guide de haute-montagne
- Howard Hearn : riche anglais, passionné par la montagne et la région de Saint-Loup, souhaitant y implanter une station d'hiver.
- Belinda Hearn : fille de Thomas Hearn
- Roy Hearn : fils de Thomas Hearn
- Stirling Hiss : cousin de Belinda et Roy. Ingénieur en BTP.

## Genèse
Après le soutien amical sur Le Mystère Borg dans les années 1960, Jacques Martin demande en 1970 à son ami Bob de Moor de retravailler sur Lefranc, car il possédait cette extraordinaire faculté de s'adapter à tous les styles, de savoir dessiner "à la manière de". C'était sans doute l'un des meilleurs dessinateurs de sa génération, raconte l'auteur de cette série. Jacques Martin va s'inspirer du village de Saint-Luc, situé dans le val d'Anniviers, en Suisse et plus précisément de l'hôtel Weisshorn, perché dans la montagne au-dessus de la vallée. Cette hôtel fut construit en 1882 pour les premiers touristes anglais. Saint-Luc se transforme en Saint-Loup, le val d'Anniviers devient en val d'Annifer et l'hôtel Weisshorn en hôtel des Diablons. Le barrage représenté dans la première page de la bande dessinée existe aussi dans la réalité sous le nom de barrage de Moiry. Enfin, l'hôtel Faber où loge Lefranc s'inspire du Grand Chalet Favre, où d'ailleurs Jacques Martin a séjourné. Le Repaire du loup est très différent des précédents Lefranc. L’œuvre n'est nullement épique. Le journaliste n'apparait pas en sauveur du monde mais en redresseur de torts. On assiste à la conclusion d'un drame familial, dans la montagne suisse, que Jacques Martin appréciait et qu'il a voulu mettre en scène.

## Véhicules

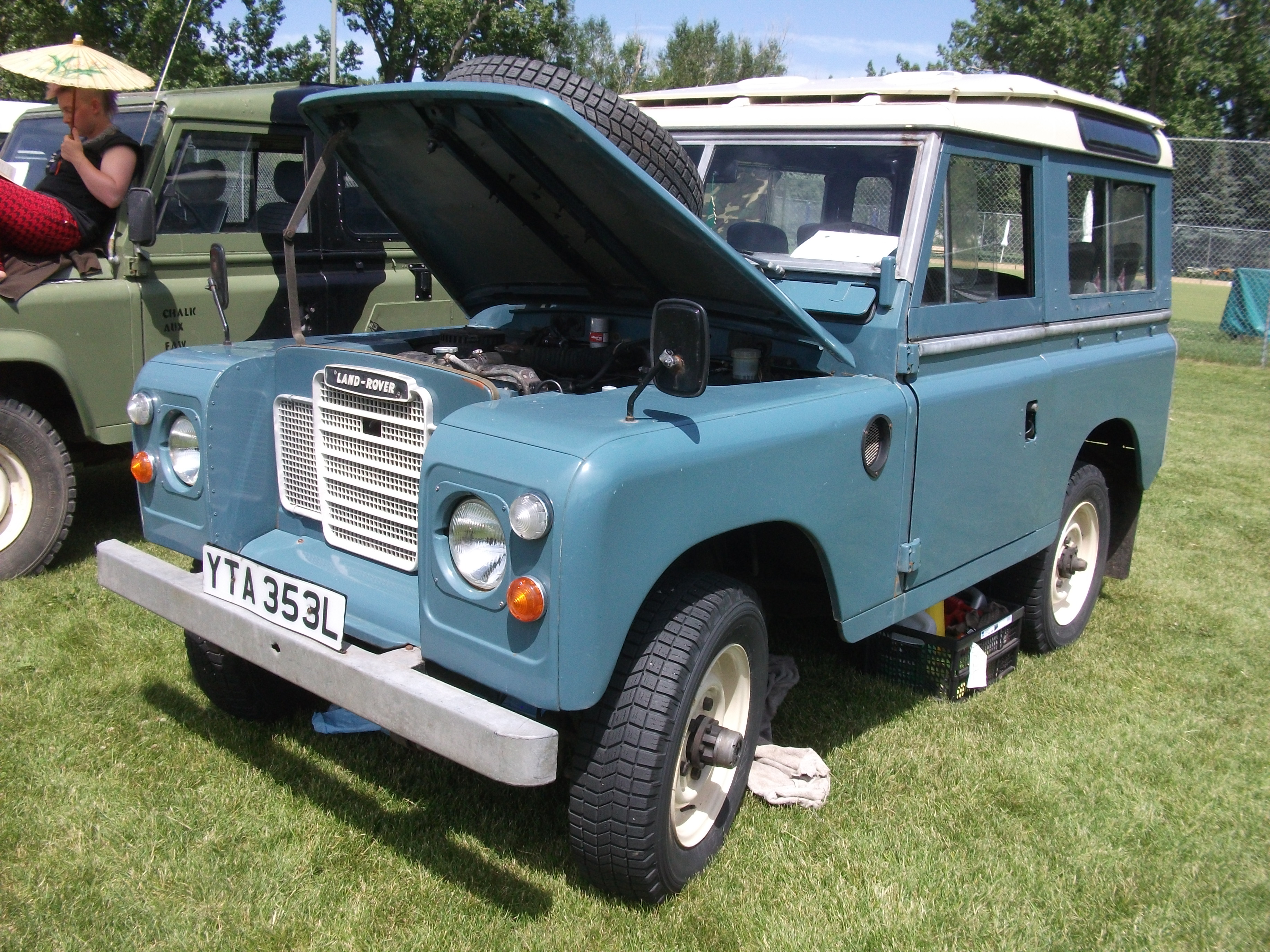
Une Land Rover Série III à châssis court, semblable à celle de Stirling Hiss

- Le fourgon Fiat 238 rouge de l'épicier.
- La Rolls-Royce Phantom I argent d'Howard Hearn.
- La Mercedes 180 bleue d'Howard Hearn.
- La Land Rover série III grise de Stirling Hiss.
- La dameuse Ratrac rouge de Stirling Hiss.
- La Citroën Méhari rouge de Lefranc.
- La Lincoln Continental 1970 marron des promoteurs immobiliers.

- Remarquee : certains modèles peuvent être différents sur la pré-publication, parue en 1970, soit plusieurs années avant la première édition.